# Give In to Me
Give In To Me är en låt av Michael Jackson, som finns med på albumet Dangerous som släpptes 1991. Låten släpptes sedan som singel 15 februari 1993.
"Give In To Me" låg etta på topplistan i Nya Zeeland, och tvåa i Storbritannien. Låten släpptes aldrig som singel i varken Nordamerika eller Asien.
Låten innehåller ett gästspel på gitarr av gitarristen Slash.

## Låtlista
1. Give In To Me (Album Version) 5.26
2. Dirty Diana (Album Version) 4.52
3. Beat It (Album Version) 4.17

## Musikvideo
Musikvideon till "Give In To Me" utspelar sig i klubbmiljö där Jackson och Slash spelar för en mindre publik.
Musikvideon premiärvisades under Oprah Winfreys intervju med Jackson 1993.

## Liveframträdanden
Låten har aldrig framförts live.